# Сала (град)
Сала (швед. Sala) је један од великих градова у Шведској, у средишњем делу државе. Град је у оквиру истоименог Вестманландски округа, где је треће насеље по величини и значају. Сала је истовремено и седиште истоимене општине.

## Природни услови
Град Сала се налази у средишњем делу Шведске и Скандинавског полуострва. Од главног града државе, Стокхолма, град је удаљен 120 км северозападно.
Сала се развио у унутрашњости Скандинавског полуострва, у историјској области Вестманланд. Подручје града је равничарско до бреговито, а надморска висина се креће 55-75 м. Крај око града је богат потоцима и малим језерима.

## Историја
Сала се образовала у средњем веку као омање насеље око тадашњег рудника сребра. Оно је добило градска права 1624. године.
У 18. веку у граду је постојао рудник гвоздене руде.
У другој половини 19. века, са доласком индустрије и железнице, Сала доживљава препород. Ово је довело до достизања благостања, које траје и дан-данас.

## Становништво
Сала је данас град средње величине за шведске услове. Град има око 12.000 становника (податак из 2010. г.), а градско подручје, тј. истоимена општина има око 22.000 становника (податак из 2012. г.). Последњих деценија број становника у граду стагнира.
До средине 20. века Салу су насељавали искључиво етнички Швеђани. Међутим, са јачањем усељавања у Шведску, становништво града је постало шароликије, али мање него у случају већих градова у држави.

## Привреда
Данас је Сала савремени град са посебно развијеном индустријом. Последње две деценије посебно се развијају трговина, услуге и туризам.

## Збирка слика
- Предео ко Сале зими
- Црква Свете Кристине у Сали
- Железничка станица у Сали
- Стари рудник сребра у Сали